# Ibid.

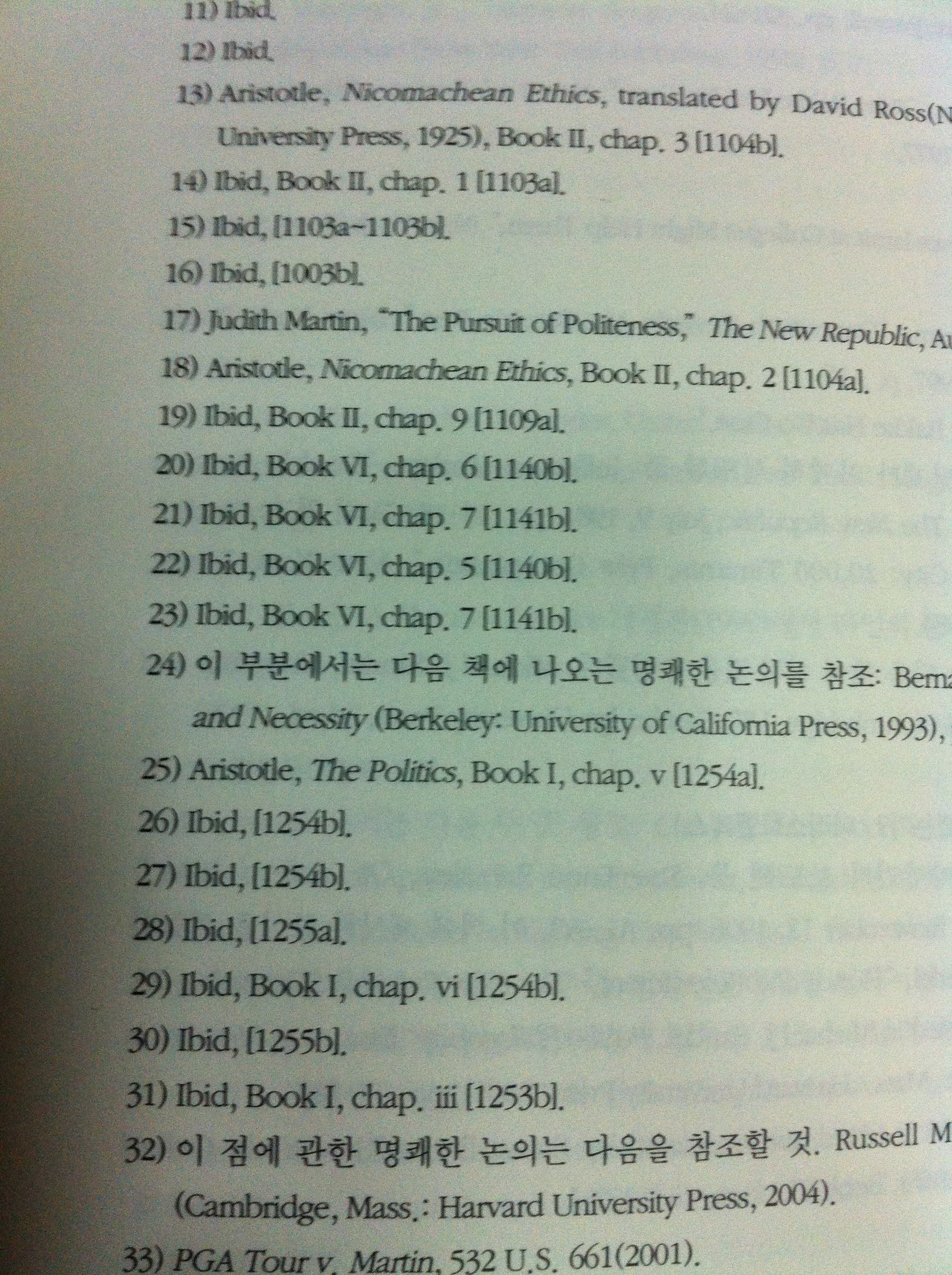
Приклад застосування Ibid. цитати, що використовуються, з Justice by Майкла Сендела.

Ibid. це абревіатура від латинського слова ibīdem, що означає «в тому самому місці», зазвичай використовується в кінцевій виносці, виносці, цитаті з літератури або науковому посиланні для посилання на джерело, цитоване в попередній примітці або пункті списку. Це схоже на Idem, буквально означає «те саме», скорочено id., який зазвичай використовується в юридичних цитатах . 
Ibid. також може використовуватися в системі Чикаго (назва-дата) для посилань у тексті, де було близьке попереднє цитування з того самого вихідного матеріалу. Попереднє посилання має бути одразу видимим, наприклад, у тому самому параграфі чи на сторінці.
Деякі академічні видавці тепер вважають що «ibid.» не слід виділяти курсивом, оскільки це загальноприйнятий термін. Використання відрізняється залежно від інструкцій зі стилю чи цитування щодо того, чи слід там в кінці цього скорочення ставити крапку. Наприклад, Оксфордський стандарт цитування юридичних органів пропускає крапки та не пише великі літери, тоді як посібник Economist Style використовує на початку малу літеру та крапку в кінці.

## Приклад
[1] E. Vijh, Latin for Dummies (Нью-Йорк: Academic, 1997), 23.
[2]  Ibid.
[3]  Ibid., 29.
[4] A. Alhazred, The Necronomicon (Petrus de Dacia, 1994).
[5]  Ibid. 1, 34.

Посилання 2 таке ж, як посилання 1: E. Vijh, Latin for Dummies на сторінці 23, тоді як посилання 3 посилається на ту саму роботу, але в іншому місці, а саме сторінку 29. Проміжні записи вимагають посилання на оригінальну цитату у формі Ibid. <citation #>, як у посиланні 5.

## Культурні посилання
- «Ібід», гумористична новела Говарда Лавкрафта, нібито є короткою біографією (вигаданого) римського вченого Ібіда.
- Ібід. використовується в п’єсі 1960-х років «Хто боїться Вірджинії Вульф?» Едварда Олбі. Олбі використовує нескорочений ibid (тобто ibīdem) у своїх постановках, щоб повідомити акторові використовувати той самий тон, що й у попередньому рядку.